# Oh!K
Oh!K é um canal de televisão por assinatura do Sudeste Asiático de propriedade da Warner Bros. Discovery, com conteúdo fornecido pela MBC.

## História
O canal foi lançado em 20 de outubro de 2014 na StarHub TV em Singapura. Sua programação consiste em programas de drama, entretenimento, variedade e música sul-coreanos fornecidos pela Munhwa Broadcasting Corporation.
A programação do Oh!K está disponível legendada em idiomas locais em faixas de legendas opcionais, dependendo do país do mercado de recepção.